# طراحی شغل

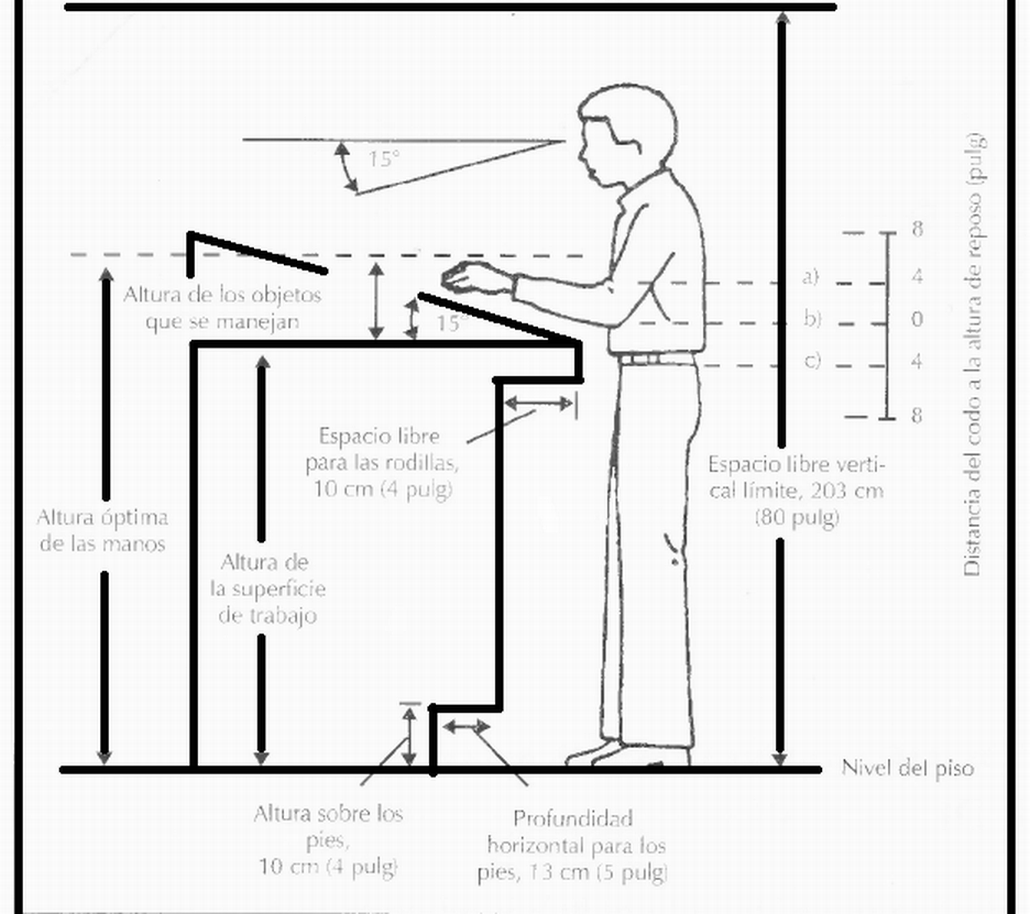
این تصویر گویای بررسی برخی از مولفه‌های محیطی در طراحی شغل به روشی ارگونومیک می‌باشد.

طراحی شغل (انگلیسی: Job design) یا طراحی کار، از شاخه‌های مدیریت منابع انسانی است، که مربوط به مشخص کردن محتویات، روش‌ها و ارتباطات شغلی به منظور رفع نیازهای فنی، سازمانی و اجتماعی، همچنین الزامات شخصی کارکنان می‌باشد. هدف از طراحی شغلی، بهبود رضایت شغلی، ارتقاء کیفیت، بهبود کیفیت و کاهش مشکلات تمامی کارکنان است.